# Вулиця Дарвіна (Харків)
Вулиця Дарвіна, до 1920-х Садово-Куликівська — одна з вулиць у центрі Харкова.
Розташована в історичному Нагірному районі та адміністративному Київському, на так званій Куликовій горі. Названа у радянські часи на честь засновника еволюціонізму британця Чарльза Дарвіна. Відрізняється великою кількістю пам'яток архітектури. Довжина вулиці 0,610 км.

## Розташування
Вулиця Дарвіна починається від вулиці Григорія Сковороди поруч зі станцією метро Бекетова і далі йде в бік річки Харків. Протяжність вулиці становить близько 700 метрів, вулиця є відносно короткою, і проте, жвавою. Вулиця Дарвіна закінчується поворотом на Куликівську вулицю.

## Історія
На початку другої половини 18 століття вся величезна ділянка Нагірного району від нинішніх проспекту Героїв Харкова до вул. Гуданова і від Журавлівського схилу річки Харків до вул. Григорія Сковороди належала полковнику Харківського козацького полку Куликовському. За його прізвища названа була Куликова гора, де і розташувалися вулиці Куликівська та Садово-Куликівська (Дарвіна).
Цікаво, що колишня мільйонерка Куликовська проживала на Садово-Куликівській на своїй колишній землі в одній з кімнат свого колишнього будинку вже в СРСР до кінця 1920-х років, а її син гвардії полковник Кірасирського полку Микола Куликовський, що став 4 листопада 1916 чоловіком сестри Імператора Миколи Другого Ольги Олександрівни, в цей момент вже був в еміграції, в Данії, на батьківщині матері своєї дружини.
Вулиця отримала початкову назву у 1804 р. У роки німецької окупації Харкова (1942—1943) вулиці поверталася історична назва.
Наприкінці 19 та на початку 20 століття на вулиці побудували низку особняків. До війни вулиця була тупиковою.

## Будинки та архітектурні пам'ятки
- Будинок № 1 —Триповерховий житловий будинок, побудований Комгоспом у середині 1920-х років на розі вулиці Григорія Сковороди, на місці, де раніше знаходився будинок купців Пономарьових. На фасадах простежувалися спроби застосування форм українського бароко. На початку 1930-х років був надбудований до 5 поверхів, при цьому елементи первісного декору були втрачені.[3]
- Будинок № 4 — Двоповерховий житловий будинок з високим цокольним поверхом збудований у 1915 р. за проєктом архітектора І. І. Тенне (можливо, проєкт будинку він виконав разом із архітектором О. І. Ржепішевським). В оформленні фасаду поєднуються елементи модерну та класицизму, він прикрашений ліпними деталями та жіночими статуями. У будинку знаходилися чотири квартири підвищеної комфортності. Будинок належав купцю Е. Д. Молдавському, в одній з квартир жив сам Тенне. У 1917 р. будинок купив у Молдавського лікар Гехтман. Після жовтневого перевороту він був націоналізований, в ньому розмістилося Управління Уповноваженого наркомата Іноземних справ при Раднаркомі УРСР. У 1934 році, після переведення столиці до Києва, у будинку розмістився Будинок Лікаря. Після німецько-радянської війни у ньому розміщувалися Київський районний комітет КПУ, потім — міський комітет ЛКСМУ, а нині його займають комерційні організації.[4][3]
- Будинок № 3/5 — Житловий будинок з дитячим садком на першому поверсі, збудований у 1950-х роках за проєктом архітектора В. Г. Висневського для співробітників інституту Південдіпрошахт.[3]
- Будинок № 8 — Особняк, побудований у 1880 р. за проєктом архітектора Ф. А. Ніценка для колезького секретаря Н. Ф. Темпінського. Нині у ньому міститься одне з відділень Харківської міської студентської лікарні.[3]
- Будинок № 9 — Особняк Рижових, збудований у 1911 р. за проєктом архітектора В. В. Величка. В даний час в ньому знаходиться Харківська обласна організація Національної спілки архітекторів України. Одноповерхова з боку вулиці та двоповерхова з двору будівля збудована у стилі неоренесансу. Фасад оздоблює колонада іонічного ордера. Палисадник перед будинком огороджений кованими металевими ґратами. Позаду будинку розташований сад, в якому знаходиться альтанка-ротонда іонічного ордера.[4][3]. З 1919 по 1922 роки у будинку знаходилася Харківська НК.
- Будинок № 10 — Поліклініка Харківської міської студентської лікарні. Збудована у 1970-х роках за проєктом повторного застосування, розробленим для Москви архітектором Р. Рабіновичем та інженером Лавровським (за участю архітектора В. Плішка). Прив'язку проєкту виконано в інституті «Харківпроєкт». На фасаді встановлено пам'ятну дошку колишньому головному лікарю студентської лікарні, заслуженому лікарю України Маї Григоровні Фоміній (1935—2012)[5] На місці цієї будівлі знаходився будинок, де жив і помер поет, ректор Харківського університету П. П. Гулак-Артемовський. Пізніше на цьому ж місці стояв будинок купця Єнуровського, в якому під час гастролей у Харкові гостював Ф. І. Шаляпін.[3]
- Будинок № 11 — Особняк, збудований у 1911 р. у стилі модерн для директора заводу сільськогосподарських машин товариства «Гельферіх-Саде» Ч. Г. Блеккі, який був також віце-консулом Великої Британії. за проєктом архітектора В. Г. Гауша.[4] (за іншими даними Гауш був техніком та будував цей будинок, чи належить йому авторство проєкту — невідомо[3]). У даний час — будинок Харківської організації Національної спілки художників України[6]
- Будинок № 13 — Особняк у мавританському стилі, побудований у 1896 р. архітектором О. М. Бекетовим для підприємця та вченого Дмитра Олексійовича Алчевського[7]. У 1903 р. у зв'язку з фінансовими труднощами будинок був проданий Алчевським Товариству трудящих жінок. В ньому відкрили дитячий садок, а в 1911—1912 роках прибудували з північного боку ще один корпус (архітектор М. Ф. Піскунов), після чого у будівлі було відкрито гімназію. Вхід до неї був передбачений з боку Каплунівського провулка (нині вул. Манізера). У 1924 році гімназію перетворили на середню школу № 1 (нині — Харківська гімназія № 1).[3][8]
- Будинок № 15 — Багатоквартирний житловий будинок, що належав Є. Д. Молдавському, побудований у 1913 р. за проєктом архітектора О. І. Ржепішевського, виконаний у варіаціях стилю модерн.[3]
- Будинок № 17 — Житловий будинок, побудований у 1903 р. архітектором О. М. Бекетовим. У подальшому був надбудований без участі Бекетова[3]
- Будинок № 19 — Кооперативний житловий будинок № 19 «Будпроєктувальник», споруджений у 1930-х рр. на місці одноповерхових особняків[3].
- Будинок № 21 — Особняк лікаря Ф. В. Писнячевського, побудований архітектором О. М. Бекетовим у 1903 р. у неоренесансних формах.[2]
- Будинок № 23 — Особняк купця П. В. Маркова, побудований архітектором О. М. Бекетовим у 1903 р.[3]
- Будинок № 25 — Особняк М. І. Зубовської, побудований у 1887 р. за проєктом архітектора А-М. Томсона.[3]
- Будинок № 27— Особняк професора Коваленка, побудований у 1887 р.[3]
- Будинок № 29 — побудований архітектором О. І. Ржепішевським у 1917 р. у стилі модерн, нагадує готичні житлові будинки середньовічної Європи. Будинок споруджений для театрального діяча та режисера М. М. Синельникова.[2] Синельников проживав у квартирі, що займала бельетаж, а решта квартир здавалися в оренду.[3] На фасаді будинку встановлена дошка на честь Синельникова[9]: «В цьому будинку в 1913—1939 роках мешкав видатний актор, режисер, педагог, Народний артист УРСР Синельников Микола Миколайович (1855—1939)».
- Будинок № 31 — Власний будинок архітектора В. В. Величка, збудований за його проєктом у 1901 р. В архітектурі будинку використано елементи готичної та романської архітектури.[2]
- Будинок № 33 —Особняк у стилі модерн, автор проєкту — ймовірно, архітектор М. Є. Компанієць. Був надбудований у 1930-х рр.[3]
- Будинок № 35 — Особняк, побудований на початку 20 століття невідомим архітектором у стилі модерн.[2]
- Будинок № 37 — Житловий будинок академіка архітектури О. М. Бекетова, побудований ним для себе та свого друга художника професора М. Р. Пестрикова у 1912 р. у стилі неокласицизму. У квартирі Пестрикова у 1929—1941 рр. жив художник М. С. Самокиш. У цьому будинку й нині проживають спадкоємці Бекетова.[3]

Поруч з вулицею було побудовано в 1885 Харківський технологічний інститут (зараз НТУ ХПІ).

## Історичні факти
- Після «харківського краху» та самогубства або вбивства тестя академіка Бекетова промисловця Олексія Алчевського в травні 1901 після нього залишилися великі борги. Теща Бекетова продала садибу з садом, а академік архітектури Бекетов змушений був продати свій особняк товариству автомобілістів та потім побудував собі двоповерховий будинок 37 в кінці Садово-Куликівської, над Журавлівськими схилами, де ділянки були дешевші та місце не таке престижне. Сам архітектор з родиною жив на другому поверсі, а нижній здавав. Серед мешканців були художник М. Р. Пестриков, а з 1929 р. до 1941 р— відомий баталіст Микола Самокиш.[3]
- У тій же до-і післяреволюційній квартирі Бекетова на Садово-Куликівській (вул. Дарвіна) досі проживають його онуки Ф. Рофе-Бекетов[10] і В. Рофе.

## У художніх творах
Куликівська вулиця 

На цій вулиці євреї з ранку до вечора кишать,

 а щоб їм було веселіше, влаштований тут «Слов'янський сад».

 Цвіте він влітку та зимою, галасуючи єврейським натовпом...— Іванов Василь (Шпилька), «Путівник по Харкову», 1890

## Галерея

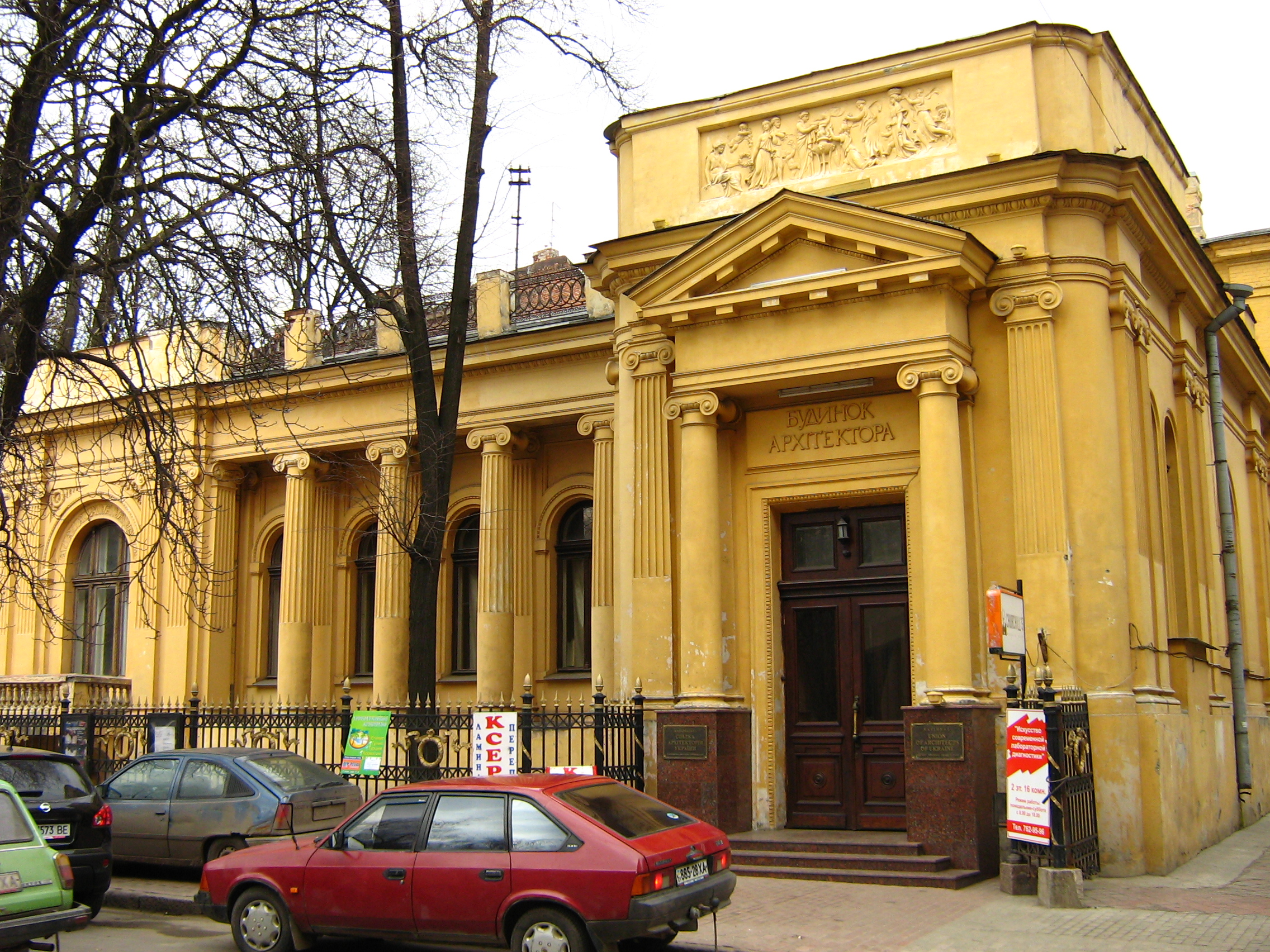
Будинок архітектора по вулиці Дарвіна, 9
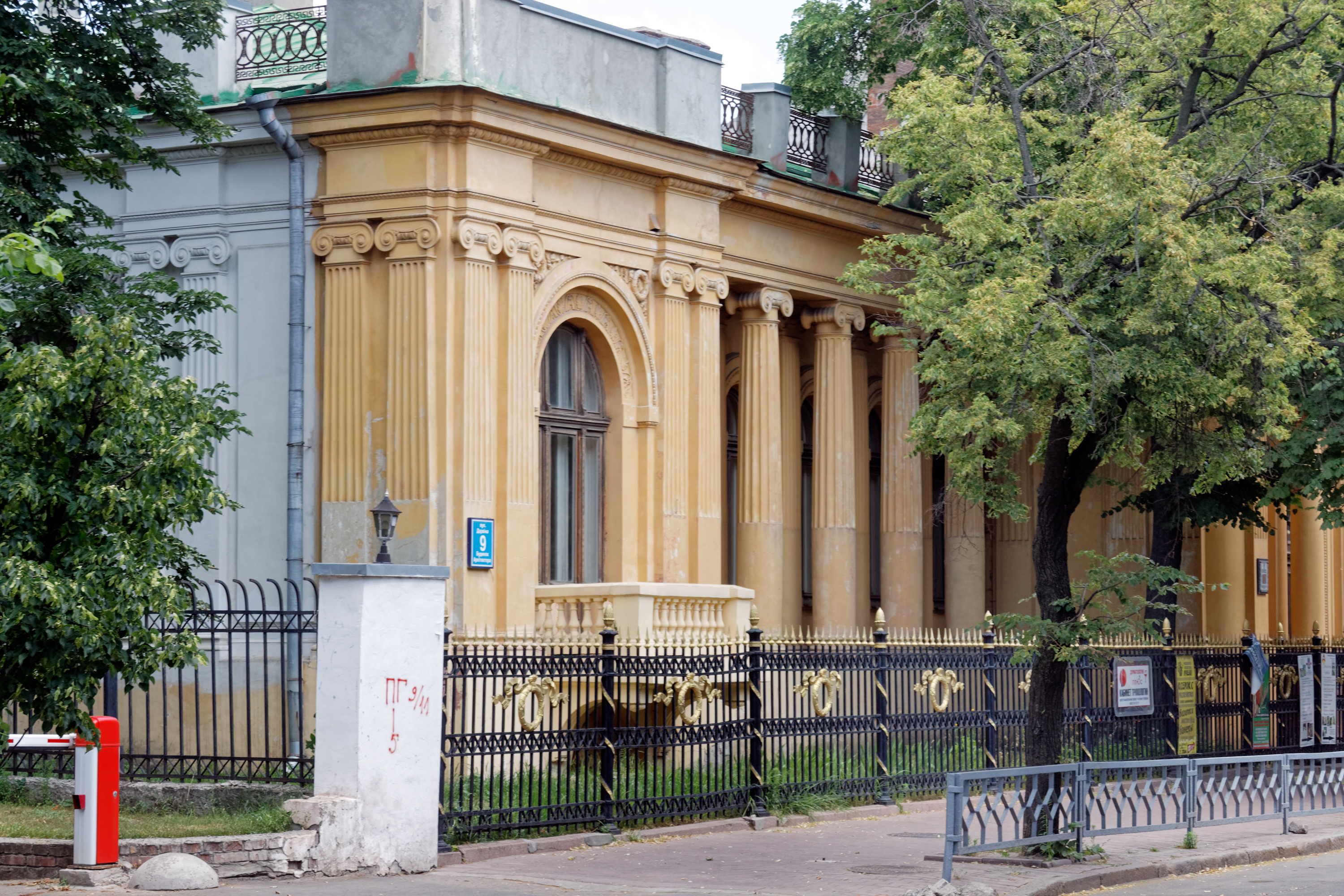
Будинок архітектора по вулиці Дарвіна, 9
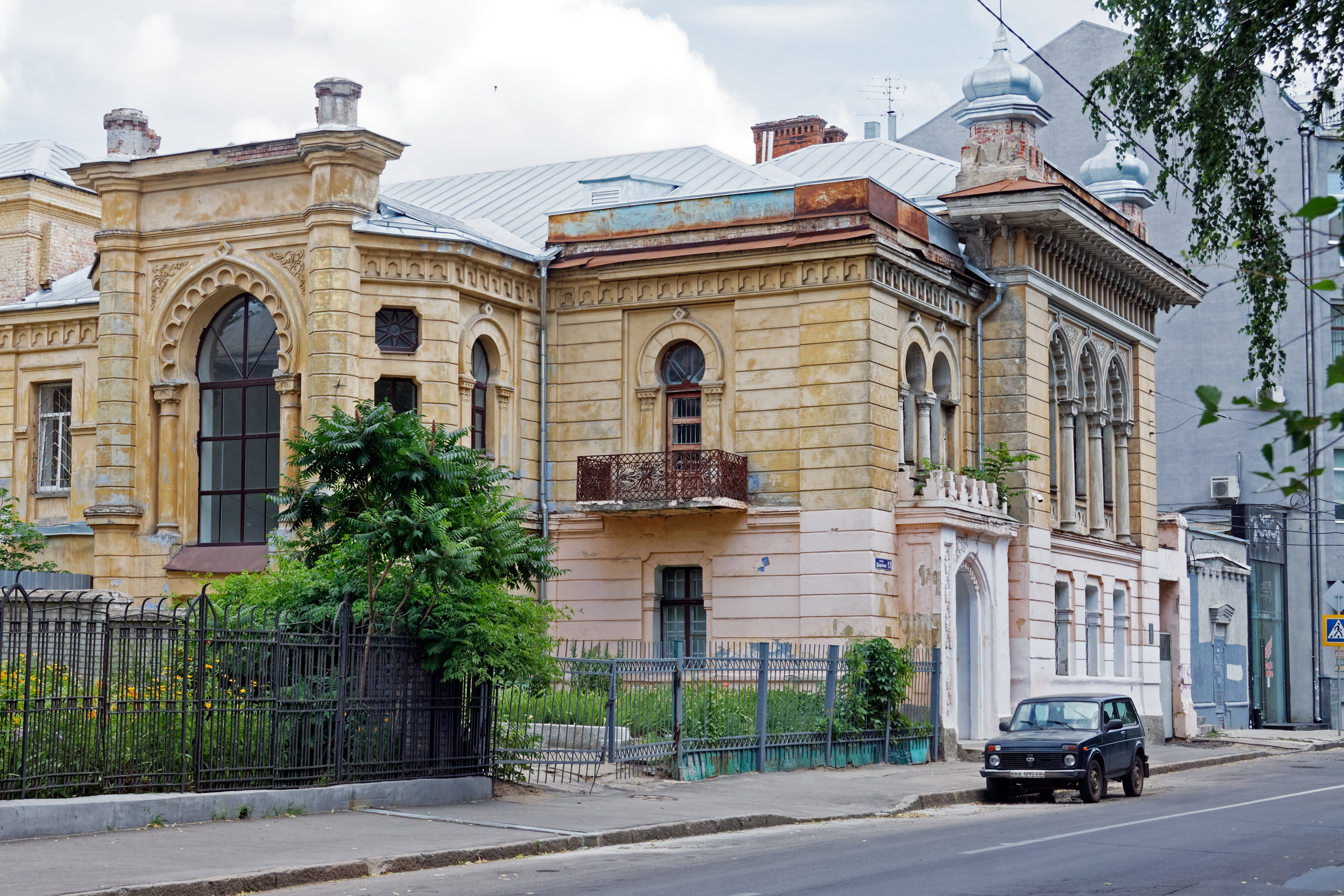
Харківська гімназія №1, вул. Дарвіна, 13.
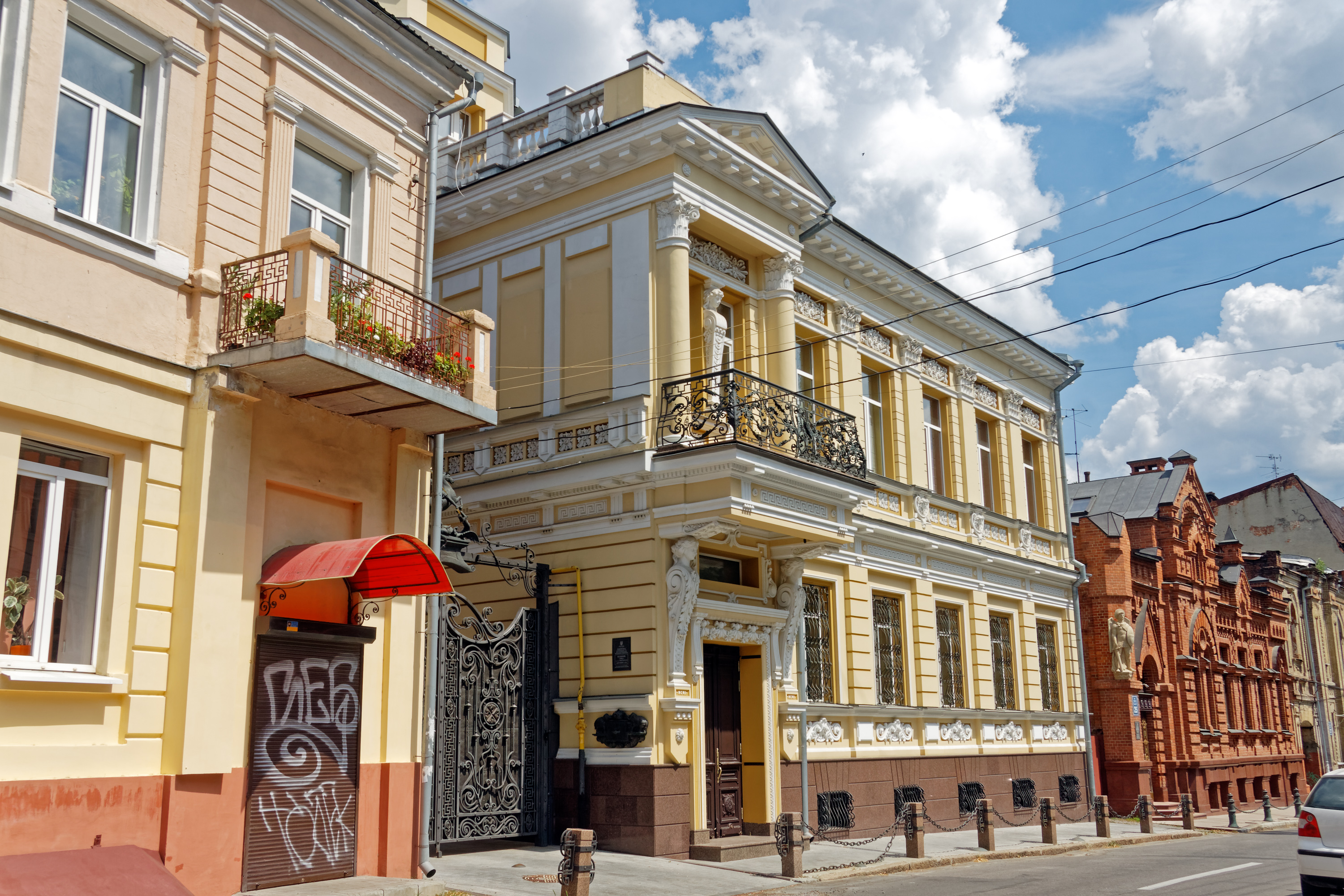
Будинок по вул. Дарвіна, 23.
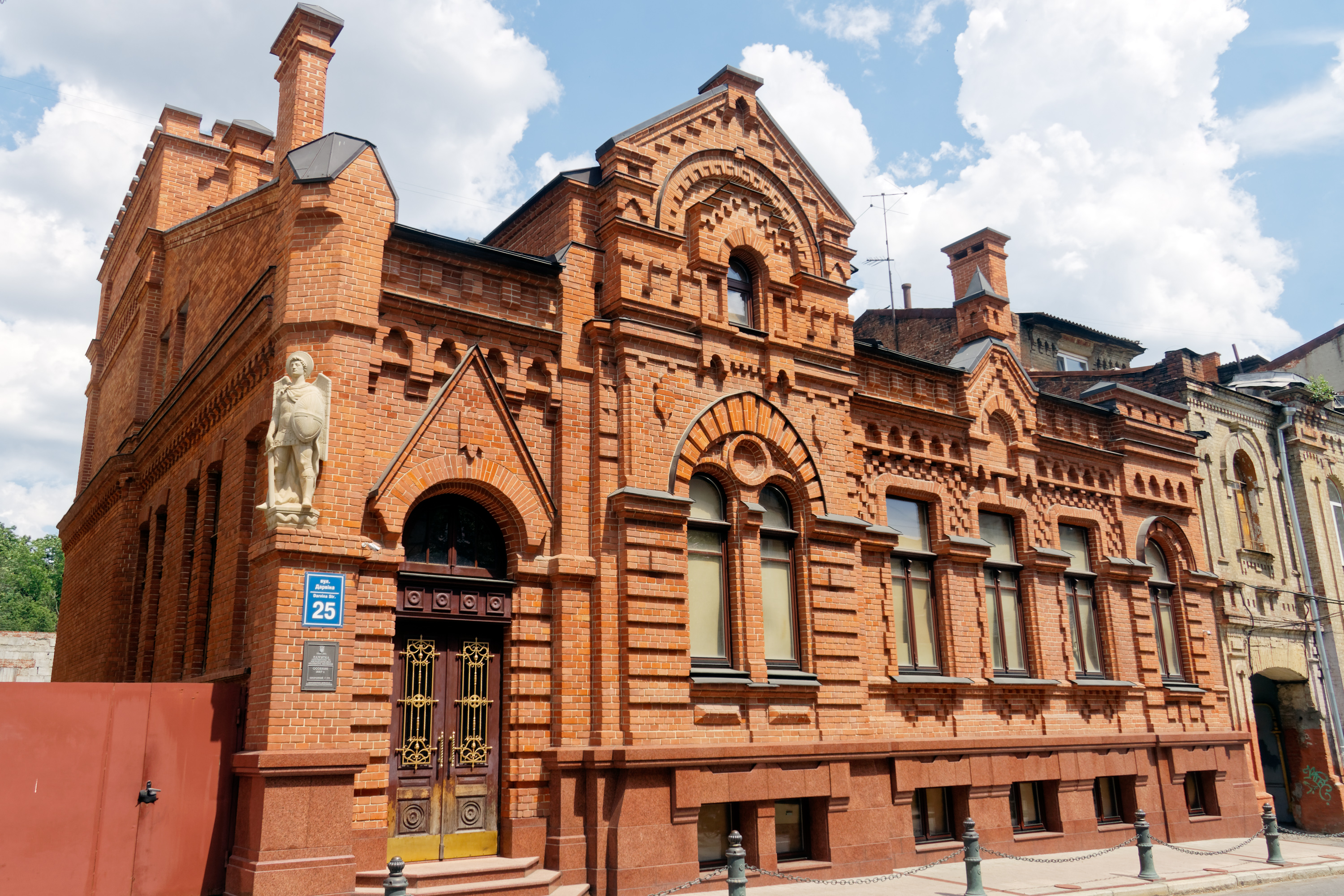
Будинок по вул. Дарвіна, 25.
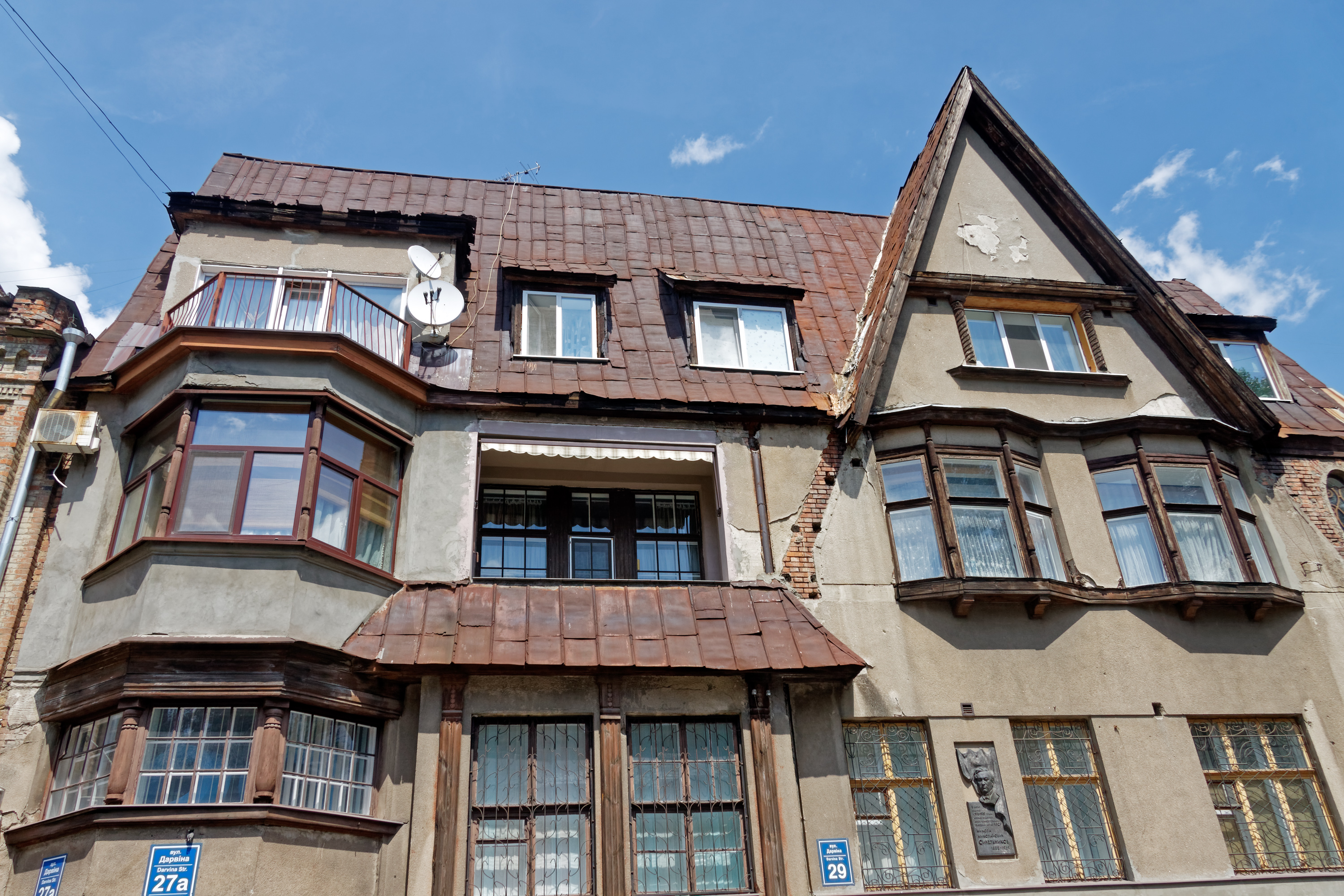
Будинок по вул. Дарвіна, 29.
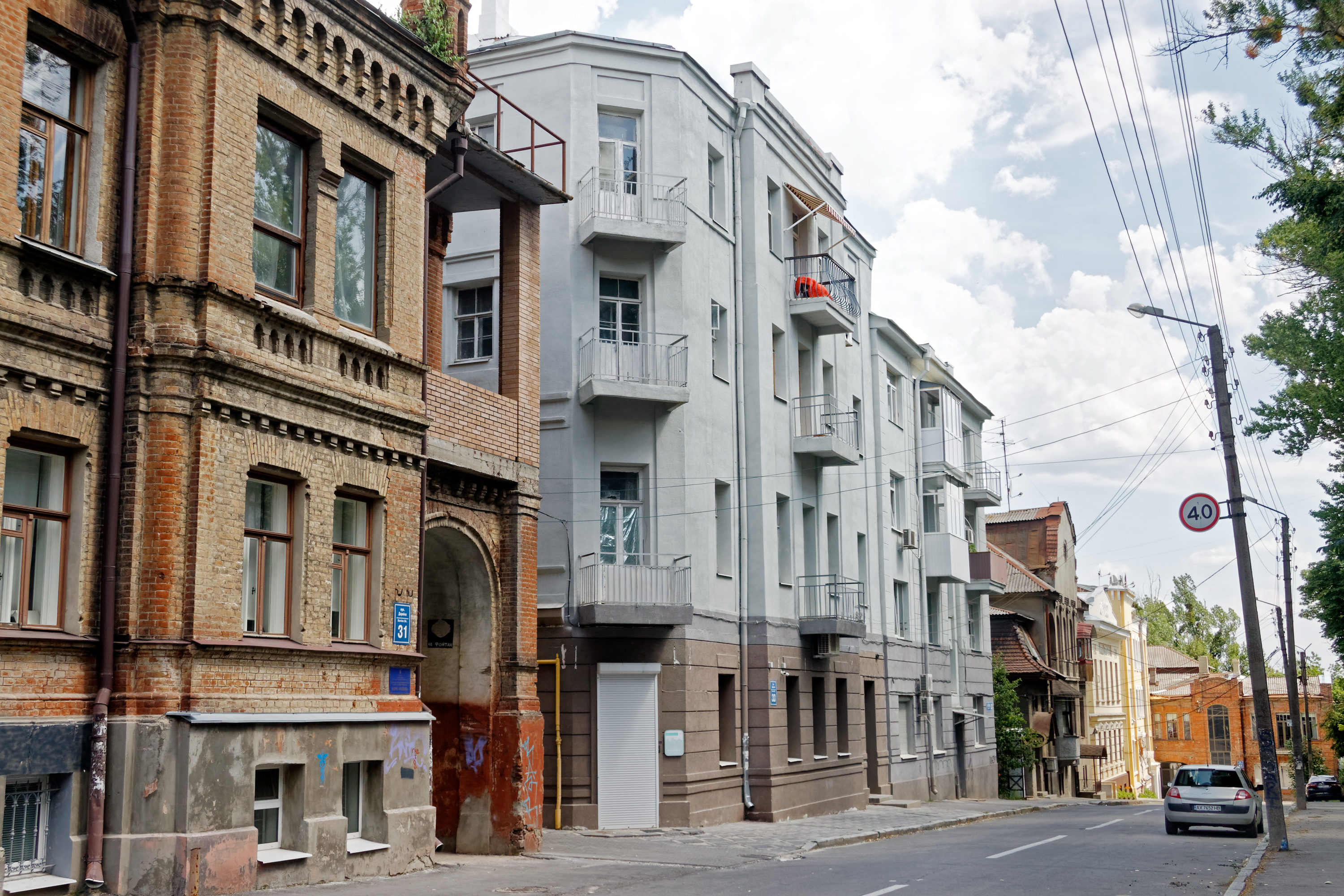
Будинок по вул. Дарвіна, 33.
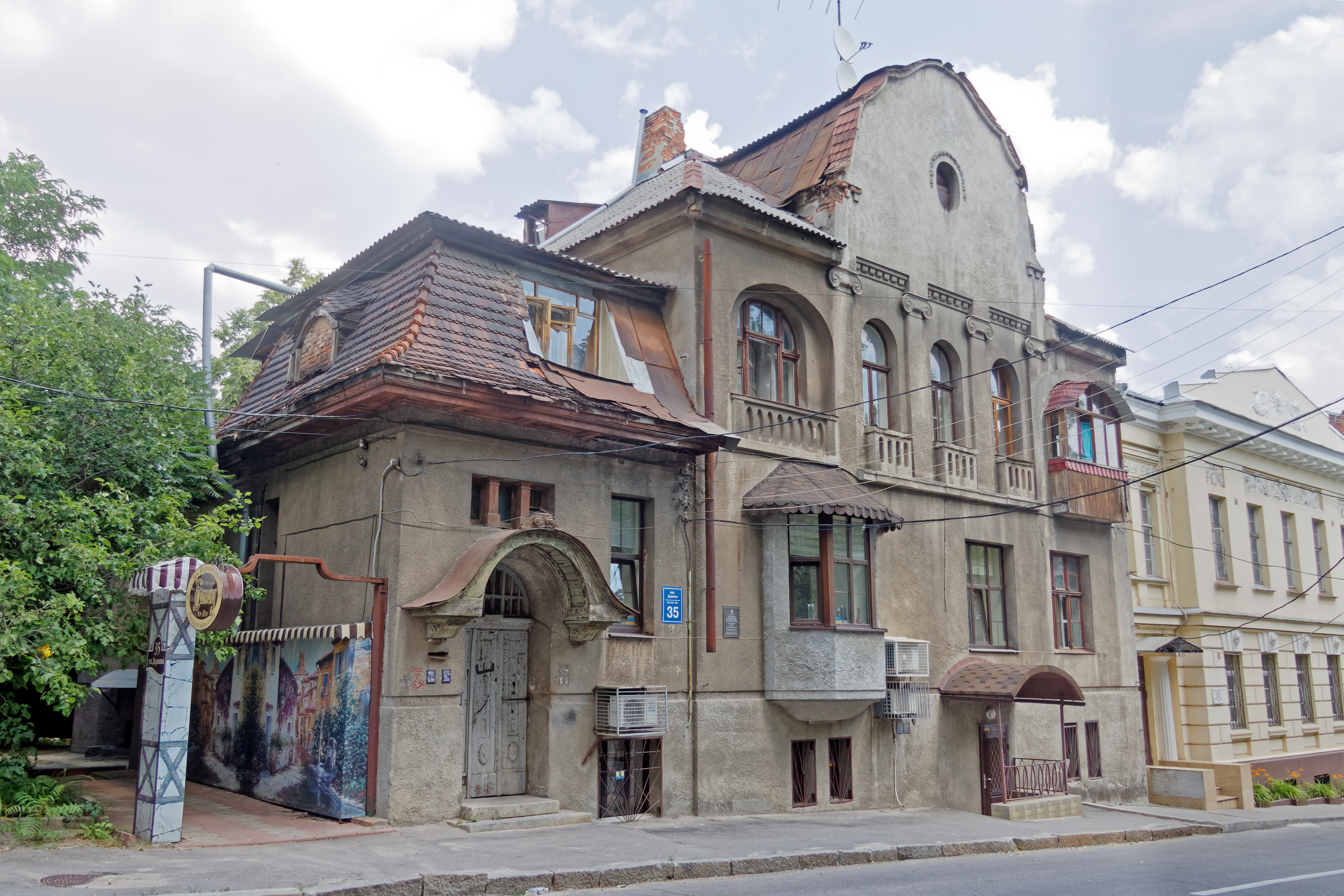
Будинок по вул. Дарвіна, 35.
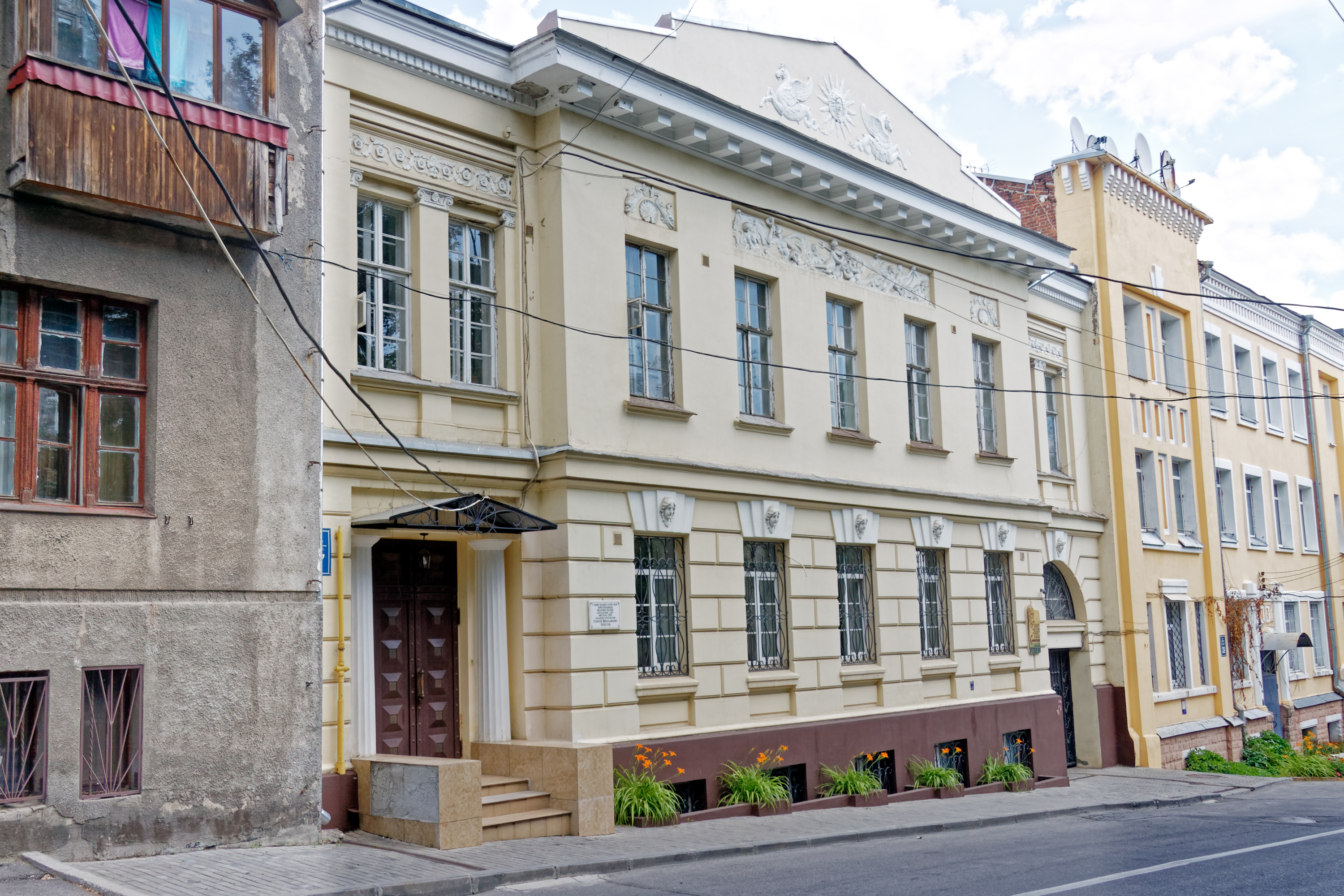
Будинок по вул. Дарвіна, 37.
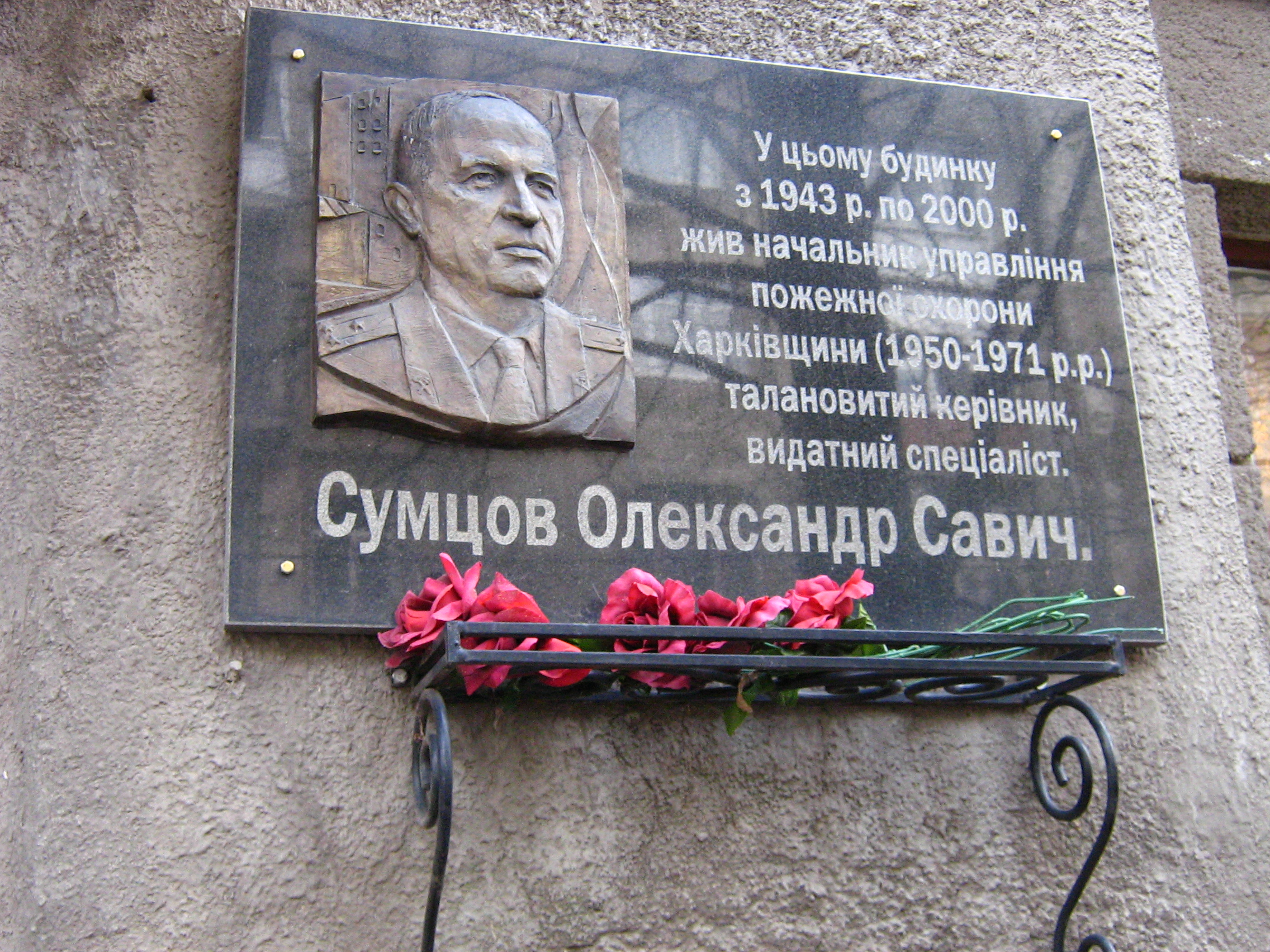
Пам'ятна табличка на одному з будинків вулиці